# Pokłon Trzech Króli (obraz Diega Velázqueza)
Pokłon Trzech Króli (hiszp. Adoración de los Magos) − obraz barokowego malarza hiszpańskiego Diega Velázqueza z 1619 roku. Dzieło znajduje się w zbiorach Muzeum Prado w Madrycie.

## Historia
Obraz jest datowany, napis znajduje się na kamieniu pod stopą Maryi. Dzieło zostało zamówione dla nowicjatu jezuitów w Sewilli. Jako modeli artysta użył prawdopodobnie członków własnej rodziny:
- król Kacper − sam artysta Diego Velázquez
- król Melchior − teść artysty Francisco Pacheco
- Maryja Panna − żona artysty Juana Pacheco
- Dzieciątko − córka artysty, niemowlę Francisca

## Opis
Na obrazie przedstawiona została scena z Nowego Testamentu przybycie mędrców ze wschodu do Betlejem.